# Miss A
miss A (kor. 미쓰에이) – południowokoreański girlsband założony przez JYP Entertainment w 2010 roku. W jej skład wchodziły cztery członkinie: Fei, Jia, Min oraz Suzy. Grupa oficjalnie zadebiutowała 1 lipca 2010 roku wydając CD singel Bad but Good. Jia i Min opuściły grupę odpowiednio w maju 2016 i listopadzie 2017, zanim grupa oficjalnie zakończyła działalność 27 grudnia 2017 roku.

## Historia
Pierwotnie grupa składała się z pięciu stażystek należących do JYP Entertainment. Po raz pierwszy pojawiły się w chińskich programach rozrywkowych prezentując swoje zdolności wokalne i taneczne jako „Chinese Wonder Girls”. W marcu 2010 roku został ujawniony ostateczny skład zespołu miss A, którego częścią zostały Min, Fei, Jia oraz piętnastoletnia Suzy. Grupa podpisała kontrakt z grupą Samsung Electronics w Chinach i wydała piosenkę „Love Again” wykorzystaną w reklamie Samsung Beat Festival.
Miss oficjalnie A zadebiutowały w Korei Południowej jako czteroosobowa grupa 1 lipca z piosenką „Bad Girl Good Girl” z CD singla Bad but Good. Zespół otrzymał pierwsze miejsce w programie muzycznym Music Bank ustanawiając rekord dla girlsbandu (22 dni)

## Dyskografia
Albumy studyjne
| 2011                                           | A Class - Wydany: 18 lipca 2011 - Wytwórnia: AQ/JYP Entertainment - Format: CD, digital download        | 9 | - KOR: 34 528+ |
| 2013                                           | Hush - Wydany: 6 listopada 2013 - Wytwórnia: JYP Entertainment, KT Music - Format: CD, digital download | 2 | - KOR: 14 734+ |
| „–” oznacza, że wydawnictwo nie było notowane. | |   |                |

CD single
| 2010                                           | Bad But Good - Wydany: 1 lipca 2010 - Wytwórnia: AQ/JYP Entertainment - Format: CD, digital download | 6 | - KOR: 14 564+ |
| 2010                                           | Step Up - Wydany: 27 września 2010 - Wytwórnia: AQ/JYP Entertainment - Format: CD, digital download  | 6 |                |
| „–” oznacza, że wydawnictwo nie było notowane. | |   |                |

Minialbumy
| 2012                                           | Touch - Wydany: 20 lutego 2012 - Wytwórnia: AQ/JYP Entertainment - Format: CD, digital download                            | 2 | - KOR: 21 613+ |
| 2012                                           | Independent Women Part III - Wydany: 15 października 2012 - Wytwórnia: AQ/JYP Entertainment - Format: CD, digital download | 4 | - KOR: 13 443+ |
| 2015                                           | Colors - Wydany: 30 marca 2015 - Wytwórnia: JYP Entertainment - Format: CD, digital download                               | 3 | - KOR: 11 527+ |
| „–” oznacza, że wydawnictwo nie było notowane. | |   |                |

Single
| 2010                                           | „Bad Girl Good Girl”                     | 1 | - KOR: 3 119 784+ | Bad But Good               |
| 2010                                           | „Breathe”                                | 1 | - KOR: 2 022 169+ | Step Up                    |
| 2011                                           | „Love Alone”                             | 6 | - KOR: 1 002 262+ | A Class                    |
| 2011                                           | „Good-bye Baby”                          | 1 | - KOR: 3 474 821+ | A Class                    |
| 2012                                           | „Touch”                                  | 2 | - KOR: 2 666 595+ | Touch                      |
| 2012                                           | „I Don't Need a Man (남자 없이 잘 살아)” | 3 | - KOR: 1 610 770+ | Independent Women Part III |
| 2013                                           | „Hush”                                   | 5 | - KOR: 972 717+   | Hush                       |
| 2015                                           | „Only You”                               | 1 | - KOR: 1 284 135+ | Colors                     |
| „–” oznacza, że wydawnictwo nie było notowane. |                                          |   |                   |                            |